# 第二警備隊
『第二警備隊』（だいにけいびたい）は、柿崎ゆうじが監督・脚本・エグゼクティブ・プロデューサーを務め、実話を基に描かれた映画。2018年公開。企画・制作カートエンターテイメント。

## 概要
実際に起きた事件を基に、構想17年の時を経て、事件当時経営していた民間警備会社における警備隊員銃撃事件を映画化したもの。

## キャスト
- 筧利夫
- 出合正幸
- 竹島由夏
- 久松信美
- 河合龍之介
- 芦川誠
- 橋本じゅん
- 柳憂怜
- 関根大学
- 伊藤つかさ
- 石橋保
- 前田耕陽
- 伊吹剛
- 麿赤兒
- 赤座美代子
- 出光元
- 野村宏伸

## スタッフ
- 監督・脚本・エグゼクティブプロデューサー：柿崎ゆうじ
- プロデューサー：古谷謙一、齋藤浩司
- ラインプロデューサー：山口誠
- 撮影監督：佐藤和人（J.S.C）
- 照明：金村悟史
- 録音：甲斐田哲也
- 美術：畠山和久
- 助監督：荒川栄二
- 編集：柿崎ゆうじ、鳥居康剛
- 音楽：西村真吾
- 主題歌：内田あかり『遥か』
- 企画・製作・配給：カートエンターテイメント
- 配給協力：REGENTS